# Long Beach (Indiana)
Long Beach é uma cidade  localizada no estado americano de Indiana, no Condado de LaPorte.

## Demografia
Segundo o censo americano de 2000, a sua população era de 1559 habitantes.
Em 2006, foi estimada uma população de 1546, um decréscimo de 13 (-0.8%).

## Geografia
De acordo com o United States Census Bureau tem uma área de
8,2 km², dos quais 2,7 km² cobertos por terra e 5,5 km² cobertos por água.

## Localidades na vizinhança
O diagrama seguinte representa as localidades num raio de 8 km ao redor de Long Beach.